# Noua Dreaptă

Drapelul Noii Drepte.

A nu se confunda cu Noua Dreaptă (anglosferă).
Noua Dreaptă este un partid politic din România, provenit în anul 2000 din „Asociația Forumul Creștin Piața Universității”, apoi redenumit „Forumul Creștin Noua Dreaptă”. Din anul 2007, Noua Dreaptă s-a înregistrat sub denumirea de „Asociația Noua Dreaptă”, având ca membrii fondatori pe Tudor Ionescu, Mihai Rapcea și Swen Moritz și s-a reînregistrat ca partid politic în 2015. Numărul membrilor este estimat la aproximativ 1.500 de persoane.
Însemnul oficial al partidului este format din literele „ND”, iar al organizației, înregistrat ca atare în statut, este Crucea celtică. „Noua Dreaptă” este un partid neo-legionar bazat pe doctrina legionară a lui Corneliu Zelea Codreanu și se revendică ideologic de la mișcările politice românești de extremă-dreaptă din perioada interbelică.
Sub același nume există și o organizație asemânătoare din Republica Moldova.
Alianța politică Blocul Identității Naționale în Europa (BINE), formată din Partidul România Unită (PRU), Partidul România Mare (PRM) și Noua Dreaptă (ND) a fost anunțată la 02 aprilie 2017 pentru a participa la alegerile europarlamentare, prezidențiale, locale și parlamentare.

## Doctrină politică
Ideologia reactualizată a acestui partid se reclamă a fi naționalistă-creștin-ortodoxă, anti-: rromi, avort, comunism, globalizare, căsătorii între persoane de același sex, Uniunea Europeană, NATO, diversitatea rasială și cea religioasă, mixare rasială și se mai opune marxismului și capitalismului - unii membri ai partidului se prezintă ca monarhiști - și susție că obiectivul său politic este restabilirea „României Mari” care, de la Primul Război Mondial până la cel de-Al Doilea Război Mondial ar fi inclus peste 95% din vorbitorii de limbă română, afirmație care nu se bazează pe surse notabile. Grupul indică, de asemenea, că se opune puternic principiilor democrației reprezentative, pe care o consideră o formă de guvernare „insuficientă”, „deschizând ușa tuturor corupției, comisiunilor, compromisurilor” și pledează pentru „o democrație directă” bazată pe mijloace tehnologice moderne.

## Poziții politice
- Noua Dreaptă se împotrivește ideilor de autonomie teritorială a Ținutului Secuiesc.
- În 2003 Noua Dreaptă și-a exprimat protestul față de participarea României sub orice formă la intervenția în Irak.
- În 2004 organizația susținea „Comitetul Olandez Naționaliștii împotriva NATO”, criticând „imperialismul american" manifestat prin agresiunile împotriva Iugoslaviei și Irakului, cât și semnarea de către România a unui acord care garantează imunitatea militarilor americani în fața Curții Penale Internaționale.
- În 2008, circa 30 de membri din Noua Dreaptă au demonstrat în fața Ambasadei Rusiei de la București „contra invadării Georgiei de către Rusia”[14].
- Noua Dreaptă militează pentru interzicerea avorturilor și căsătoriilor homosexuale, sub lozinca „protejarea familiei tradiționale și combaterea tuturor fenomenelor care o subminează (avortul, homosexualitatea etc.)”. În 2007 a organizat o contramanifestație a paradei homosexuale din București (GayFest).[15].
- Pe data de 24 mai 2008, Noua Dreaptă a organizat „marșul normalității”, o contramanifestație la parada homosexuală care urma să se defășoare în aceeași zi (GayFest 2008). În finalul manifestației, liderul Noii Drepte, Tudor Ionescu, a declarat în fața celor aproape 200 de participanți că acțiunea organizației pe care o conduce nu a avut ca scop critica unui comportament homosexual, ci „etalarea sa în public”.[16]

„Marșul normalității” a fost respins, criticat și condamnat de membrii societății civile și de media: „în ciuda numelui pe care îl poartă, nimic normal în a mărșălui pe stradă, îmbrăcați în camuflaj și în bocanci când afară sunt 30 de grade” și că „într-o țară normală nu ieși pe stradă să înjuri oamenii că fac sex acasă cum vor și cu cine vor ei”..

#### Antisemitism
Noua Dreaptă este considerată unul dintre principalii susținători ai tezelor rasiste și antisemite în România, pagina de internet a organizației având un număr de articole ce conțin teorii conspiraționiste antisemite (precum cele despre atacul de la 11 septembrie), cât și republicarea unor articole antisemite din proza lui Mihai Eminescu.
În 2008, Comunitatea Evreiască a acuzat Noua Dreaptă ca fiind responsabilă de inscripții antisemite de pe clădirea Comunității Evreiești din Cluj-Napoca, iar în 2009, la împlinirea a 120 de ani de la moartea lui Mihai Eminescu, un grup de membri ai Noii Drepte a fost la Ipotești, locul nașterii poetului, unde au scandat lozinci antisemite, acuzând evreii de asasinarea lui Eminescu.
Noua Dreaptă s-a aliniat organizațiilor din alte părți ale Europei cu puncte de vedere puternic antisemite, deși nu și-a concentrat eforturile împotriva micii comunități evreiești din România. Mai degrabă, grupul și-a concentrat retorica și eforturile împotriva etnicilor maghiari, a romilor (țiganilor), a minorităților sexuale⁠(en)[traduceți] și a credințelor religioase ale minorităților.

#### Euroscepticism
Pentru mai multe detalii, vedeți Euroscepticism.
Noua Dreaptă s-a împotrivit aderării României la Uniunea Europeană (UE), desfășurând în 2006 campania numită >Vei rămâne fără țară, preconizând:
- România nu va avea putere de decizie reală în cadrul UE, ci va primi doar portofolii de umplutură, cum este cel de „traduceri și multilingvism”.
- Legislația UE va avea întâietate în fața legislației românești, adică nicio decizie majoră nu va mai putea fi luată fără aprobarea structurilor birocratice de la Bruxelles și Strasbourg.
- Aderarea va aduce creșterea prețurilor și a șomajului.
- În agricultură vor fi impuse standarde imposibil de atins pentru țărani, iar produsele autohtone naturale și competitive vor fi sabotate de marile concerne alimentare, sub pretextul „siguranței alimentare”, mergându-se până la interzicerea producției ce depășește „cotele maximale alocate de UE”. Țăranii vor fi nevoiți să-și vândă pământul și vor deveni „proletari agricoli” pentru noii latifundiari.
- România va fi golită de specialiști și invadată de imigranți din Asia și Africa.
- Va fi impusă dictatura minorităților, iar valorile naționale vor fi considerate generatoare de ură și vor fi distruse. Se va rescrie istoria României, astfel încât românii să fie incriminați pentru suferințe pe care le-ar fi cauzat altora de-a lungul veacurilor și pentru care vor trebui plătite despăgubiri. În loc de mândrie națională și patriotism, școlile vor inocula copiilor simțământul vinovăției și rușinii față de faptele strămoșilor lor.
- Presa, radioul, televiziunea și internetul vor fi cenzurate, convorbirile telefonice și corespondența monitorizate și opiniile contrare vor fi interzise, folosindu-se ca pretext lupta antiteroristă, etc.

Din 30 mai 2018, ea este membră a Alianța pentru Pace și Libertate, un partid politic european de extrema dreaptă care include în special Forza Nuova, Partidul Național Democrat din Germania, Partidul Popular „Slovacia noastră”⁠(en)[traduceți] și Democrația Națională⁠(en)[traduceți].

#### Contra formației de black metalMarduk
În 2012, membri Noua Dreaptă au lansat pe Facebook și pe blogul organizației o campanie de interzicere a concertului trupei de black metal Marduk din data de 5 septembrie al aceluiași an, formație pe care au acuzat-o de satanism și nazism, dar fără succes..

#### Împotriva Moscheii din București
La 1 octombrie 2012, Ministerul Afacerilor Externe a solicitat Primăriei București alocarea unui teren pentru construirea unei moschei, proiect convenit în urma unui acord bilateral între Statul român și cel turc.. Pe data de 20 iulie 2015, 150 de membri ai organizației au organizat un protest în Piața Universității din București împotriva construcției edificiului.

## Controverse
În anul 2011, o parte dintre membrii Noua Dreaptă au depus la Tribunalul București actele pentru înființarea Partidului Naționalist (PN). Datorită neînțelegerilor ulterioare survenite între membrii fondatori Tudor Ionescu, Rapcea Mihai și Ene Viorel, înregistrarea partidului a eșuat. Principala critică adusă de contestatarii Rapcea Mihai și Ene Viorel (președintele Asociației „Victimelor Mineriadelor 1990-1991 din România”) a fost aceea că Partidul Naționalist nu menținea linia politică de dreapta, ci urma să fie, conform declarațiilor lui Tudor Ionescu, „un partid de la stânga la dreapta.”

### Cazul Adrian Pal
La 5 februarie 2013, unul dintre liderii Noii Drepte, Adrian Pal, a fost arestat de către DIICOT, fiind acuzat de deținerea a peste 1.000 de fișiere video și imagini cu pornografie infantilă.
Acesta era angajat ca profesor de pictură și informatică la Centrul educational „Sfântul Stelian”, pentru copiii defavorizați din București. „Inculpatul a pus la dispoziția terților materialele pornografice cu minori prin intermediul rețelelor informatice peer-to-peer”, conform DIICOT. La cererea procurorilor, instanța a dispus arestarea lui Adrian Pal pentru 29 de zile, pentru a investiga posibilitatea ca o parte dintre minorii care apar în materialele pornografice deținute de acesta să fie identificați în cadrul unui centru educațional la care era angajat.
La acel moment, Pal conducea cuibul neo-legionar „Mircea Eliade” din capitală și era responsabil cu internetul organizației Noua Dreaptă. Printre altele, el se ocupa și cu recrutarea de noi membri pentru organizația din București. În urma incidentului, i s-a reziliat contractul de muncă la centrul la care era angajat și a fost exclus din organizație.
În iulie 2014, Adrian Pal a fost condamnat la cinci ani de închisoare pentru pornografie infantilă în formă continuată.

## Conducere
Conducerea Noii Drepte este formată din:
- Președinte: Constantin Nechita
- Vicepreședinte: Dorin George Lala
- Secretar General: George Grasu
- Președintele Filialei București: Constantin Nechita
- Președintele Filialei Mureș: Marius Moldovan
- Președintele Filialei Dolj: Adrian Jianu
- Președintele Filalei Mehedinți: Florin Ion Măneanu
- Președintele Filialei Arad: Angel Popescu
- Președintele Filialei București Sector 3: Niculae Iuruc
- Președinte Filiala Bacău: Ion Capșa
- Președinte Filiala Caraș-Severin: Petrică Ciobanu
- Președintele Filialei Constanța: Sorin Dincă
- Președintele Filialei Brașov: Florin Mihuțiu
- Președintele Filialei Cluj: Codrin Goia
- Președintele Filialei Italia: Cristi Grigoraș
- Președintele Filialei Germania: Lucian Bozdog
- Președintele Filialei Basarabia: Sergiu Lașcu